# Mesoprionus lesnei
Mesoprionus lesnei är en skalbaggsart som först beskrevs av Semenov 1933.  Mesoprionus lesnei ingår i släktet Mesoprionus och familjen långhorningar.
Artens utbredningsområde är Iran. Inga underarter finns listade i Catalogue of Life.